# Voeltzkowia lineata
Voeltzkowia lineata là một loài thằn lằn trong họ Scincidae. Loài này được Mocquard mô tả khoa học đầu tiên năm 1901.